# جیو. آنسالدو
جیو. آنسالدو (انگلیسی: Gio. Ansaldo) شرکت مهندسی و صنایع جنگ‌افزاری ایتالیایی بود، که در سال ۱۸۵۳ تأسیس شد و در سال ۱۹۹۳ در پی تشکیل شرکت‌های لئوناردو اس.پی.ای.، هیتاچی ریل ایتالیا، آنسالدو انرجیا و آنسالدو، منحل گردید.